# Gran Premio del Brasile 2019
Il Gran Premio del Brasile 2019 è stata la ventesima prova della stagione 2019 del campionato mondiale di Formula 1. La gara, corsa domenica 17 novembre 2019 sul circuito di Interlagos, a San Paolo del Brasile, è stata vinta dall'olandese Max Verstappen su Red Bull Racing-Honda, all'ottavo successo in carriera; Verstappen ha preceduto all'arrivo il francese Pierre Gasly su Scuderia Toro Rosso-Honda e lo spagnolo Carlos Sainz Jr. su McLaren-Renault, entrambi a podio per la prima volta in carriera.
Il britannico Lewis Hamilton su Mercedes, terzo all'arrivo, è penalizzato di cinque secondi sul tempo di gara per un contatto avvenuto con Alexander Albon. Scala pertanto in settima posizione.
Con 23 anni, 8 mesi e 23 giorni di età media, la gara fissa il record del podio più giovane nella storia del mondiale di Formula 1, battendo il record di 23 anni, 11 mesi e 16 giorni stabilito nel Gran Premio d'Italia 2008, quando arrivarono sul podio Sebastian Vettel, Heikki Kovalainen e Robert Kubica.

## Vigilia

### Sviluppi futuri
La Scuderia Toro Rosso conferma per la stagione 2020 la coppia di piloti titolari, Daniil Kvjat e Pierre Gasly. La Red Bull Racing conferma, invece, che Alexander Albon farà coppia con Max Verstappen anche per la stagione successiva.
L'Alfa Romeo Racing conferma Antonio Giovinazzi, quale titolare, anche per il campionato 2020.

### Aspetti tecnici
La Pirelli, fornitrice unica degli pneumatici, porta per questa gara le mescole C1, C2 e C3, le tre più dure della gamma tra quelle disponibili.
La Federazione indica due zone per l'attivazione del DRS: la prima zona è fissata sulla Reta Oposta (tra le curve 3 e 4), con rilevazione del distacco fra piloti posto all'apice della "S" do Senna (la curva 2); la seconda zona è posta sul rettilineo d'arrivo e il detection point è stabilito dopo la curva 13.
La Ferrari decide di montare una nuova power unit sulla vettura di Charles Leclerc, che così è penalizzato di dieci posizioni sulla griglia di partenza. L'unità si era danneggiata nel corso delle prove libere del Gran Premio di Austin.

### Aspetti sportivi
L'ex pilota di Formula 1 Emanuele Pirro è nominato quale commissario aggiunto per la gara. L'italiano ha svolto in passato, in diverse occasioni, tale funzione, l'ultima al Gran Premio di Russia.
Nel corso della prima sessione di prove libere del venerdì Nicholas Latifi ha preso il posto di Robert Kubica, alla Williams.

## Prove

### Resoconto
La prima sessione di prove libere del venerdì è caratterizzata dalla presenza di pista bagnata a causa della pioggia, tanto che i piloti utilizzano prima gomme da bagnato, per poi passare a quelle di mescola intermedia e, infine, a gomme slick, visto il miglioramento delle condizioni del tracciato.
Il più veloce è stato Alexander Albon su Red Bull Racing. Il thailandese ha preceduto, di mezzo secondo, Valtteri Bottas (che però ha ottenuto il tempo con gomme da bagnato intermedio) e di nove decimi Sebastian Vettel. Albon, nella parte finale di sessione, mentre stava provando le gomme soft, è uscito di pista alla curva 12, andando a sbattere contro le barriere. Nell'impatto la vettura ha danneggiato l'alettone e la sospensione anteriore destra. A causa dell'incidente la sessione è stata interrotta due minuti prima della sua fine programmata.
Non hanno ottenuto tempi validi né Lewis Hamilton, né Max Verstappen. Entrambi non avevano colto tempi nel primo periodo della sessione, caratterizzato da pista bagnata, e, una volta entrati in pista nella parte finale della sessione, sono stati penalizzati dal raccorciamento della sessione dovuta all'incidente di Albon. Verstappen è stato autore di un testacoda, mentre stava montando gomme slick.
La seconda sessione del venerdì ha visto prevalere le due Ferrari, con Sebastian Vettel più veloce di Charles Leclerc per 21 millesimi. Il monegasco ricorre a due giri di lancio, prima di cercare la prestazione, a differenza di Vettel, che si limita a un solo giro. A meno di due decimi dal tempo del tedesco si è posizionato Max Verstappen, che ha preceduto le due Mercedes. Hamilton è stato penalizzato da piloti più lenti, in entrambi i suoi tentativi veloci, ovvero sia da Pierre Gasly che da Valtteri Bottas. Il finlandese, a sua volta, è stato ostacolato da Leclerc che, uscendo dalla sua piazzola dei box, ha tagliato la strada alla Mercedes.
Gasly non ha potuto completare la sessione per un problema alla power unit, così come il suo compagno di team alla Toro Rosso, Daniil Kvjat, che è stato costretto a parcheggiare la sua monoposto contro le barriere. Ciò ha portato all'interruzione della sessione. Non è stata l'unica interruzione con bandiera rossa della sessione: la prima è stata esposta a causa di un incidente di Robert Kubica, che ha perso il controllo della sua Williams alla curva 3, per una perdita di aderenza dovuta all'acqua alzatasi da un cordolo su cui era passata un'altra vettura. Dopo l'incidente il pilota è stato portato, per precauzione, al centro medico del tracciato. I meccanici della scuderia hanno poi dovuto ricostruire la scocca della monoposto.
Lewis Hamilton ottiene il miglior rilievo cronometrico della sessione del sabato, anche se con un tempo più alto rispetto al miglior tempo dell'analoga sessione dell'anno precedente. Le condizioni atmosferiche sono diverse della giornata precedente, con un maggior caldo.
Il britannico precede di 26 millesimi Max Verstappen, che ottiene il tempo sfruttando la scia di un'altra vettura sul rettilineo. Le Ferrari hanno chiuso con il terzo e quarto tempo, concentrandosi maggiormente sulla ricerca dell'assetto per la gara. Albon chiude con il quinto tempo davanti a Bottas, penalizzato però da altre vetture nei suoi tentativi di giro veloce.

### Risultati
Nella prima sessione del venerdì si è avuta questa situazione:
| Pos | Nº | Pilota           | Costruttore           | Tempo    | Gap    | Giri |
| --- | -- | ---------------- | --------------------- | -------- | ------ | ---- |
| 1   | 23 | Alexander Albon  | Red Bull Racing-Honda | 1'16"142 |        | 9    |
| 2   | 77 | Valtteri Bottas  | Mercedes              | 1'16"693 | +0"551 | 10   |
| 3   | 5  | Sebastian Vettel | Ferrari               | 1'17"041 | +0"899 | 13   |

Nella seconda sessione del venerdì si è avuta questa situazione:
| Pos | Nº | Pilota           | Costruttore           | Tempo    | Gap    | Giri |
| --- | -- | ---------------- | --------------------- | -------- | ------ | ---- |
| 1   | 5  | Sebastian Vettel | Ferrari               | 1'09"217 |        | 30   |
| 2   | 16 | Charles Leclerc  | Ferrari               | 1'09"238 | +0"021 | 35   |
| 3   | 33 | Max Verstappen   | Red Bull Racing-Honda | 1'09"351 | +0"134 | 33   |

Nella sessione del sabato mattina si è avuta questa situazione:
| Pos | Nº | Pilota          | Costruttore           | Tempo    | Gap    | Giri |
| --- | -- | --------------- | --------------------- | -------- | ------ | ---- |
| 1   | 44 | Lewis Hamilton  | Mercedes              | 1'08"320 |        | 17   |
| 2   | 33 | Max Verstappen  | Red Bull Racing-Honda | 1'08"346 | +0"026 | 18   |
| 3   | 16 | Charles Leclerc | Ferrari               | 1'08"611 | +0"291 | 20   |

## Qualifiche

### Resoconto
Nella prima fase delle qualifiche sono i piloti della Ferrari a fare segnare i primi tempi di riferimento, tra le scuderie di punta. Sebastian Vettel prende la testa, con 1'08"556, 36 millesimi meglio del compagno di team Charles Leclerc. Poco dopo, si pone in vetta la Red Bull Racing di Alexander Albon, facendo segnare 1'08"503.
A metà della sessione la McLaren di Carlos Sainz Jr. subisce un problema tecnico, tanto che il pilota è costretto ad abbandonare la sessione, senza nemmeno un tempo cronometrato. La classifica vede ora al comando Max Verstappen, che ottiene 1'08"242. Alle sue spalle si piazza Lewis Hamilton, quattro decimi più lento dell'olandese. L'ultimo dei piloti delle scuderie più importanti a fare segnare un tempo è Valtteri Bottas, che è solo sesto, due decimi più rapido di Kevin Magnussen.
La lotta per l'accesso alla fase seguente è molto serrata. Nico Hülkenberg riesce a migliorarsi all'ultimo tentativo, così come Sergio Pérez, Daniel Ricciardo e Lando Norris. Si migliorano anche i piloti dell'Alfa Romeo, a differenza, invece, di Lance Stroll. Oltre al canadese, vengono eliminati Daniil Kvjat, e i piloti della Williams, nonché Sainz Jr..
La prima fase della Q2 non vede vetture in pista, fino ai primi tentativi delle Mercedes, che optano per le gomme morbide. Lewis Hamilton ottiene 1'08"088, davanti a Bottas, prima che Albon s'inserisca tra i due. Il monegasco Leclerc, che è penalizzato sulla griglia di partenza, opta per le gomme medie, ma ottiene comunque la miglior prestazione, battuta in seguito da Max Verstappen (1'07"503). L'altro pilota della Ferrari, Vettel, si piazza terzo, pur disponendo di gomme morbide.
A metà della sessione sarebbero fuori Norris, Ricciardo, Giovinazzi, Pérez e Hülkenberg; vi sono però solo 383 millesimi tra il settimo (Grosjean) e il quindicesimo (Hülkenberg). Gli ultimi tentativi sono, in parte, resi vani dalle bandiere gialle che vengono esposte per un testacoda di Antonio Giovinazzi. Hülkenberg migliora, ma resta in zona eliminazione, così come gli altri piloti già in zona di pericolo.
Anche in Q3 i piloti attendono qualche minuto prima di affrontare la pista. Dopo i primi tentativi, il primo è Romain Grosjean, che sopravanza Kimi Räikkönen e Pierre Gasly. Si pone al comando, in seguito, Lewis Hamilton, che batte Valtteri Bottas, per pochi millesimi, con 1'07"851. Vettel batte, a sua volta, il tempo dell'inglese, con 1'07"631. Poco dopo è Verstappen a porsi in testa, con un margine di soli otto millesimi sul tempo del ferrarista.
L'altro pilota della Ferrari, Leclerc, si piazza tra Vettel e le due Mercedes. Dietro alle vetture tedesche c'è Alexander Albon, che chiude il gruppo delle vetture più performanti, separato da soli 312 millesimi dal tempo del compagno di team. Nell'ultimo giro veloce Leclerc ottiene il record nel primo settore, mentre non si migliora Verstappen, che però, al termine del giro, lima la sua prestazione a 1'07"508. Anche il monegasco migliora, ma resta con il terzo tempo, prima di essere battuto da Lewis Hamilton.
Max Verstappen conquista la sua seconda pole position nel mondiale, venendo accompagnato in prima fila da Vettel; la seconda fila, a causa della penalizzazione di Leclerc, è monopolizzata dalla Mercedes. Il monegasco ottiene però la certezza matematica del Trofeo Pole FIA, quale pilota con il più alto numero di partenza al palo in stagione. È la prima volta da quando è stato istituito nel 2014 che la Ferrari conquista questo trofeo.

### Risultati
Nella sessione di qualifica si è avuta questa situazione:
| Pos                         | Nº | Pilota             | Costruttore               | Q1          | Q2       | Q3       | Griglia |
| --------------------------- | -- | ------------------ | ------------------------- | ----------- | -------- | -------- | ------- |
| 1                           | 33 | Max Verstappen     | Red Bull Racing-Honda     | 1'08"242    | 1'07"503 | 1'07"508 | 1       |
| 2                           | 5  | Sebastian Vettel   | Ferrari                   | 1'08"556    | 1'08"050 | 1'07"631 | 2       |
| 3                           | 44 | Lewis Hamilton     | Mercedes                  | 1'08"614    | 1'08"088 | 1'07"699 | 3       |
| 4                           | 16 | Charles Leclerc    | Ferrari                   | 1'08"496    | 1'07"888 | 1'07"728 | 14      |
| 5                           | 77 | Valtteri Bottas    | Mercedes                  | 1'08"545    | 1'08"232 | 1'07"874 | 4       |
| 6                           | 23 | Alexander Albon    | Red Bull Racing-Honda     | 1'08"503    | 1'08"117 | 1'07"935 | 5       |
| 7                           | 10 | Pierre Gasly       | Scuderia Toro Rosso-Honda | 1'08"909    | 1'08"770 | 1'08"837 | 6       |
| 8                           | 8  | Romain Grosjean    | Haas-Ferrari              | 1'09"197    | 1'08"705 | 1'08"854 | 7       |
| 9                           | 7  | Kimi Räikkönen     | Alfa Romeo Racing-Ferrari | 1'09"276    | 1'08"858 | 1'08"984 | 8       |
| 10                          | 20 | Kevin Magnussen    | Haas-Ferrari              | 1'08"875    | 1'08"803 | 1'09"037 | 9       |
| 11                          | 4  | Lando Norris       | McLaren-Renault           | 1'08"891    | 1'08"868 | N.D.     | 10      |
| 12                          | 3  | Daniel Ricciardo   | Renault                   | 1'09"086    | 1'08"903 | N.D.     | 11      |
| 13                          | 99 | Antonio Giovinazzi | Alfa Romeo Racing-Ferrari | 1'09"175    | 1'08"919 | N.D.     | 12      |
| 14                          | 27 | Nico Hülkenberg    | Renault                   | 1'09"050    | 1'08"921 | N.D.     | 13      |
| 15                          | 11 | Sergio Pérez       | Racing Point-BWT Mercedes | 1'09"288    | 1'09"035 | N.D.     | 15      |
| 16                          | 26 | Daniil Kvjat       | Scuderia Toro Rosso-Honda | 1'09"320    | N.D.     | N.D.     | 16      |
| 17                          | 18 | Lance Stroll       | Racing Point-BWT Mercedes | 1'09"536    | N.D.     | N.D.     | 17      |
| 18                          | 63 | George Russell     | Williams-Mercedes         | 1'10"126    | N.D.     | N.D.     | 18      |
| 19                          | 88 | Robert Kubica      | Williams-Mercedes         | 1'10"614    | N.D.     | N.D.     | 19      |
| Tempo limite 107%: 1'13"018 |    |                    |                           |             |          |          |         |
| NQ                          | 55 | Carlos Sainz Jr.   | McLaren-Renault           | senza tempo | N.D.     | N.D.     | 20      |

In grassetto sono indicate le migliori prestazioni in Q1, Q2 e Q3.

## Gara

### Resoconto
Alla partenza Max Verstappen resiste al comando dall'attacco di Sebastian Vettel che viene passato, a sua volta, da Lewis Hamilton. Al quarto posto si pone Valtteri Bottas, che precede Alexander Albon, Pierre Gasly, Romain Grosjean e Kimi Räikkönen. Charles Leclerc, partito quattordicesimo, al termine del primo giro è undicesimo.
Al terzo giro Kimi Räikkönen passa Grosjean, mentre Leclerc è nono. Il pilota della Ferrari prosegue la sua rimonta nei giri seguenti, sorpassando Grosjean, Räikkönen e Gasly, entro il decimo giro. All'ottavo giro c'è un contatto tra Daniel Ricciardo e Kevin Magnussen alla curva 4; la direzione di gara reputa l'australiano colpevole del contatto, penalizzandolo di cinque secondi.
Al ventesimo giro passa ai box Lewis Hamilton, che però opta ancora per gomme soft. Il giro successivo esegue la stessa mossa anche Verstappen. Con 1"82, i meccanici della Red Bull Racing stabiliscono il nuovo record di velocità per un pit stop. Il precedente record apparteneva sempre alla scuderia anglo-austriaca ed era stato stabilito nel corso del Gran Premio di Germania, sempre per un pit stop di Max Verstappen, con un tempo di 1"88. L'olandese rischia il contatto con Robert Kubica nella corsia dei box, e perde secondi preziosi, che lo fanno rientrare in gara alle spalle di Hamilton. Il pilota della Red Bull Racing riesce a passare, al termine del giro, il britannico, che ha un problema con il set up del motore. In testa, nel frattempo, vi è Sebastian Vettel, che precede Valtteri Bottas.
Al ventiquattresimo giro si ferma anche Alexander Albon, che passa, invece, a gomme medie. Ancora un giro e si ferma anche Vettel, anche lui passando alle coperture medie. Scelta diversa per Bottas, che si ferma al giro 26, e monta le gomme di mescola più dura. Max Verstappen torna al comando, davanti a Lewis Hamilton, Charles Leclerc (che, partito con gomme medie, non ha ancora effettuato il pit stop), Sebastian Vettel, Valtteri Bottas, Alexander Albon e le due McLaren. Lo stop di Leclerc viene effettuato al ventinovesimo passaggio: il monegasco monta gomme hard. Verstappen comanda con circa tre secondi di margine su Hamilton, 12"7 su Vettel e 21"7 su Bottas. Il finlandese della Mercedes effettua la seconda sosta al giro 41, passando a gomme medie.
Al giro 43 si ferma Hamilton, che monta gomme medie, seguito, dopo un giro, da Verstappen, che segue la stessa strategia. Dopo qualche giro Bottas e Leclerc ingaggiano un lungo duello per il sesto posto, con il ferrarista che riesce a mantenere la posizione. Vettel, che si trovava a condurre la gara dopo il pit stop dei primi due piloti, si ferma per la sua seconda sosta al giro 49. Il tedesco passa alle morbide. Un giro dopo anche Albon si ferma, montando gomme soft nuove. La graduatoria vede nuovamente in vetta Verstappen, che comanda su Hamilton, Vettel, Albon, Leclerc e Bottas.
Al cinquantaduesimo giro termina la gara di Bottas, che per un problema tecnico è costretto al ritiro. La direzione di gara, dopo due giri, decide di inviare in pista la vettura di sicurezza. Max Verstappen opta per una nuova sosta, mentre prosegue in pista Hamilton, che si trova così a condurre, davanti all'olandese. Va ai box anche Leclerc, per il suo secondo pit stop. Alla ripartenza Verstappen passa subito Hamilton, che pure aveva cercato di mettere spazio tra la fila di monoposto e la vettura di sicurezza. Dietro, anche Alexander Albon sorpassa Vettel. Il tedesco tenta, senza riuscire, in più riprese, a ripassare il pilota della Red Bull Racing. Al sessantacinquesimo giro Charles Leclerc sorprende il compagno di team Vettel alla "S" do Senna. Vettel cerca di ripassarlo lungo la Reta Oposta: le due vetture vanno a contatto e sono costrette al ritiro.
I commissari di gara inviano in pista, per la seconda volta, la safety car, a causa anche del ritiro di Lance Stroll, che con la sua monoposto era finito sopra dei detriti lasciati dalla Ferrari di Vettel. Verstappen guida il plotone dei piloti, davanti ad Albon, Gasly e Hamilton che, in crisi di gomme, è stato costretto a un nuovo pit stop, che gli è costato due posizioni. Alla ripartenza il campione del mondo passa agevolmente Gasly, e risale terzo. Al giro 69, nel tentativo di sorpassare Alexander Albon, Lewis Hamilton tocca la monoposto del pilota thailandese, che termina in testacoda, ed esce fuori dalla zona dei punti. Hamilton perde una posizione, ripassato da Gasly. Negli ultimi due giri l'inglese tenta di superare di nuovo il pilota della Toro Rosso: i due arrivano in volata sul traguardo, ma Gasly resiste al ritorno di Hamilton.
Max Verstappen vince per l'ottava volta in carriera, per la prima volta partendo dalla pole position; Pierre Gasly, secondo, ottiene il suo primo podio iridato (secondo podio stagionale per la Toro Rosso e primo per un pilota francese dopo Romain Grosjean nel Gran Premio del Belgio 2015), mentre Hamilton, poi penalizzato sul tempo di gara per il contatto con Albon, giunto terzo, scala in settima posizione. Terzo classificato è così Carlos Sainz Jr., partito dall'ultima posizione. Anche per lo spagnolo è il primo podio in carriera in Formula 1, primo iberico a salirci dopo Fernando Alonso nel Gran Premio d'Ungheria 2014. Era dal Gran Premio di Germania 1994 che due piloti non ottenevano il loro primo podio nella stessa gara (all'epoca furono il secondo Olivier Panis e il terzo Éric Bernard, entrambi su Ligier-Renault). Per la McLaren è il primo podio dalla doppietta secondo-terzo di Kevin Magnussen e Jenson Button nel Gran Premio d'Australia 2014, quando il team era motorizzato Mercedes. La Honda, invece, ottiene la sua prima doppietta da motorista dal Gran Premio del Giappone 1991, dove all'epoca furono primo Gerhard Berger e secondo Ayrton Senna su McLaren. Il quarto posto di Kimi Räikkönen riporta un'Alfa Romeo Racing nei primi quattro per la prima volta dal Gran Premio d'Italia 1984, quando Riccardo Patrese terminò in terza posizione, mentre se consideriamo entrambi i piloti, non si vedevano due vetture di Arese nei primi cinque dal Gran Premio di Spagna 1951, quando le monoposto del biscione finirono prima, terza, quinta e sesta con Juan Manuel Fangio, Nino Farina, Felice Bonetto e Toulo de Graffenried.

### Risultati
I risultati del Gran Premio sono i seguenti:
| Pos | Nº | Pilota             | Costruttore               | Giri | Tempo/Ritiro              | Griglia | Punti |
| --- | -- | ------------------ | ------------------------- | ---- | ------------------------- | ------- | ----- |
| 1   | 33 | Max Verstappen     | Red Bull Racing-Honda     | 71   | 1h33'14"678               | 1       | 25    |
| 2   | 10 | Pierre Gasly       | Scuderia Toro Rosso-Honda | 71   | +6"077                    | 6       | 18    |
| 3   | 55 | Carlos Sainz Jr.   | McLaren-Renault           | 71   | +8"896                    | 20      | 15    |
| 4   | 7  | Kimi Räikkönen     | Alfa Romeo Racing-Ferrari | 71   | +9"452                    | 8       | 12    |
| 5   | 99 | Antonio Giovinazzi | Alfa Romeo Racing-Ferrari | 71   | +10"201                   | 12      | 10    |
| 6   | 3  | Daniel Ricciardo   | Renault                   | 71   | +10"541                   | 11      | 8     |
| 7   | 44 | Lewis Hamilton     | Mercedes                  | 71   | +11"139                   | 3       | 6     |
| 8   | 4  | Lando Norris       | McLaren-Renault           | 71   | +11"204                   | 10      | 4     |
| 9   | 11 | Sergio Pérez       | Racing Point-BWT Mercedes | 71   | +11"529                   | 15      | 2     |
| 10  | 26 | Daniil Kvjat       | Scuderia Toro Rosso-Honda | 71   | +11"931                   | 16      | 1     |
| 11  | 20 | Kevin Magnussen    | Haas-Ferrari              | 71   | +12"732                   | 9       |       |
| 12  | 63 | George Russell     | Williams-Mercedes         | 71   | +13"599                   | 18      |       |
| 13  | 8  | Romain Grosjean    | Haas-Ferrari              | 71   | +14"247                   | 7       |       |
| 14  | 23 | Alexander Albon    | Red Bull Racing-Honda     | 71   | +14"927                   | 5       |       |
| 15  | 27 | Nico Hülkenberg    | Renault                   | 71   | +18"059                   | 13      |       |
| 16  | 88 | Robert Kubica      | Williams-Mercedes         | 70   | +1 giro                   | 19      |       |
| 17  | 5  | Sebastian Vettel   | Ferrari                   | 65   | Collisione con C. Leclerc | 2       |       |
| 18  | 16 | Charles Leclerc    | Ferrari                   | 65   | Collisione con S. Vettel  | 14      |       |
| 19  | 18 | Lance Stroll       | Racing Point-BWT Mercedes | 65   | Sospensione               | 17      |       |
| Rit | 77 | Valtteri Bottas    | Mercedes                  | 51   | Pressione dell'olio       | 4       |       |

## Classifiche mondiali

### Piloti
| Pos | Pilota             | Punti |
| --- | ------------------ | ----- |
| 1   | Lewis Hamilton     | 387   |
| 2   | Valtteri Bottas    | 314   |
| 3   | Max Verstappen     | 260   |
| 4   | Charles Leclerc    | 249   |
| 5   | Sebastian Vettel   | 230   |
| 6   | Pierre Gasly       | 95    |
| 7   | Carlos Sainz Jr.   | 95    |
| 8   | Alexander Albon    | 84    |
| 9   | Daniel Ricciardo   | 54    |
| 10  | Sergio Pérez       | 46    |
| 11  | Lando Norris       | 45    |
| 12  | Kimi Räikkönen     | 43    |
| 13  | Nico Hülkenberg    | 37    |
| 14  | Daniil Kvjat       | 35    |
| 15  | Lance Stroll       | 21    |
| 16  | Kevin Magnussen    | 20    |
| 17  | Antonio Giovinazzi | 14    |
| 18  | Romain Grosjean    | 8     |
| 19  | Robert Kubica      | 1     |

### Costruttori
| Pos | Costruttore               | Punti |
| --- | ------------------------- | ----- |
| 1   | Mercedes                  | 701   |
| 2   | Ferrari                   | 479   |
| 3   | Red Bull Racing-Honda     | 391   |
| 4   | McLaren-Renault           | 140   |
| 5   | Renault                   | 91    |
| 6   | Scuderia Toro Rosso-Honda | 83    |
| 7   | Racing Point-BWT Mercedes | 67    |
| 8   | Alfa Romeo Racing-Ferrari | 57    |
| 9   | Haas-Ferrari              | 28    |
| 10  | Williams-Mercedes         | 1     |

## Decisioni della FIA
Al termine della gara i commissari sportivi decidono di penalizzare Lewis Hamilton di cinque secondi sul tempo di gara e di due punti sulla Superlicenza per un contatto avvenuto con Alexander Albon. Il britannico, terzo al traguardo, scala in settima posizione. Anche Nico Hülkenberg subisce la stessa penalità di tempo e perde un punto sulla Superlicenza, ma per aver superato Kevin Magnussen sotto il regime di safety car; giunto dodicesimo all'arrivo, scala in quindicesima posizione.
Daniel Ricciardo e Robert Kubica, oltre alle loro rispettive penalità comminategli in gara, subiscono la sottrazione di due punti sulla Superlicenza rispettivamente per il contatto con Kevin Magnussen e per l'unsafe release nella corsia box con la quale ha ostacolato Max Verstappen.
Non è stata decisa invece nessuna sanzione per i sei piloti messi sotto investigazione (tra i quali Carlos Sainz Jr.) per aver utilizzato il DRS in regime di bandiere gialle.
A causa della collisione che ha messo fuori gioco entrambi i commissari decidono di convocare i due piloti della Ferrari. Non vengono comunque presi provvedimenti in quanto l'episodio è stato giudicato come un normale incidente di gara.